# Gram Lergrav – Palæontologi

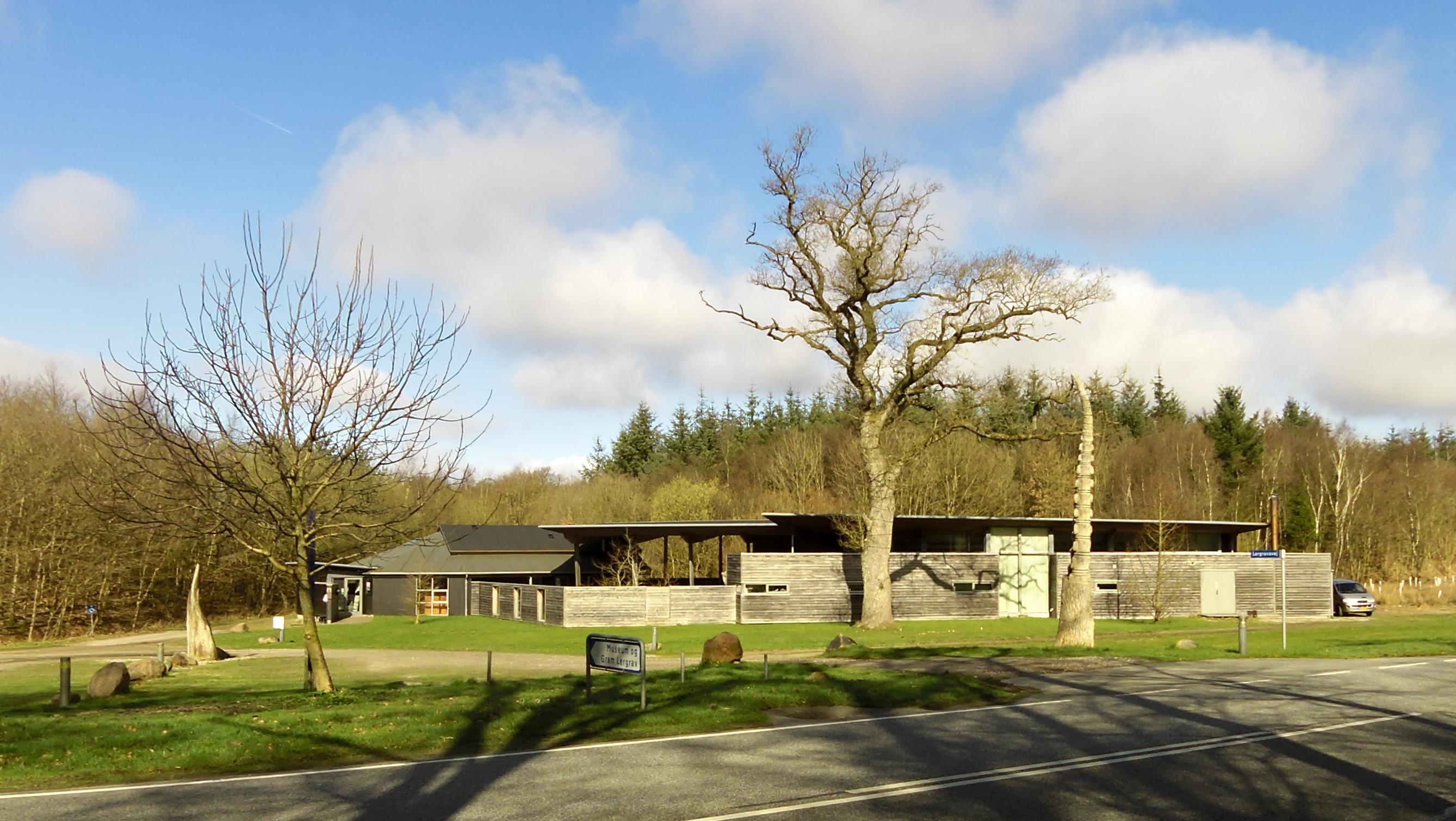
Gram Lergrav – Palæontologi, das naturhistorische Museum in Gram

Gram Lergrav – Palæontologi (dt. Grammer Tongrube – Paläontologie) ist ein naturhistorisches Museum in Gram. 2006 wurde es eine Abteilung des Museums Sønderjylland.

## Geschichte
Das Museum in Gram wurde 1976 unter dem Namen Midtsønderjyllands Museum eröffnet, später geändert zu Naturhistorisk Museum Gram. Von 1976 bis 2005 war das Museum auf Schloss Gram untergebracht. 2005 wurde direkt neben der Grammer Tongrube (dän. Gram lergrav) ein Museumsneubau eröffnet. Die Grube wurde spätestens seit 1667 für die Gewinnung von Ton zur Ziegelproduktion genutzt. 1857 begann die industrielle Ziegelproduktion und dauerte bis 1988 an. Der Ort Gram ist namengebend für den in der Grube aufgeschlossenen Ton (Gram-Ton, chronostratigrafisch: Gramium) aus der erdgeschichtliche Periode des Oberen Miozän.

## Ausstellung
Das Museum zeigt insbesondere Fossilien aus der Grammer Tongrube. Die ausgestellten Skelette und Kalkschalen stammen von Meerestieren, die nach ihrem Tode auf dem Meeresgrund unter Sand und Ton begraben wurden. Die damalige Meeresküste lag zu Beginn des Entstehungsprozesses der Tonsedimente vor etwa 11,5 Millionen Jahren im äußersten Norden des heutigen Dänemark (etwa auf der Linie Viborg – Aalborg) und rückte im Verlaufe der folgenden etwa 6 Millionen Jahre weit nach Süden und Südwesten vor, bis schließlich vor gut 5 Millionen Jahren die Meeresküste etwa dort lag, wo heute die dänisch-deutsche Grenze verläuft. Zu diesem Zeitpunkt entstanden die jüngsten Partien der in der Grube von Gram angetroffenen Sedimente. Diese Sedimente (Glimmerton und -schluff) und der Fossilgehalt deuten darauf hin, dass die Sedimentation überwiegend in küstennahen Gewässern mit einer Tiefe bis zu 100 Metern stattgefunden hat und das Material wohl zu einem nicht unbeträchtlichen Teil über in der Nähe mündende, aus Skandinavien kommende Flüsse in das Gebiet transportiert wurde (die heutige Ostsee und deren Nebenmeere gab es damals noch nicht).
Das Museum hat im Laufe der Jahre bei seinen Ausgrabungen viele Fossilien aus der Tongrube zu Tage gefördert. Besonders hervorzuheben sind hierbei die zahlreichen und gut erhaltenen Walskelette, durch die der Fundort aus paläontologischer Sicht Weltruhm erlangte, ferner Zähne verschiedener Haiarten (hierunter der legendäre Riesenhai Megalodon), Otolithen (Fischgehörsteine), Krebse, Seeigel, Schnecken, Muscheln und viele andere Meeresbewohner.

## Ausgrabung
In der Tongrube, neben dem Museum, können Besucher gegen ein geringes Entgelt selbst Ausgrabungen vornehmen. Man hat danach die Möglichkeit, die Fundstücke im museumseigenen Labor zu untersuchen. Die allgemein vorkommenden Fundstücke dürfen mit nach Hause genommen werden.